# Định lý đồng nhất
Trong giải tích phức, một nhánh của toán học, định lý đồng nhất cho các hàm chỉnh hình cho biết: cho trước hai hàm f và g chỉnh hình trên một miền D (i.e., một tập con mở liên thông của {\displaystyle \mathbb {C} }), nếu f = g trên một tập con {\displaystyle S\subseteq D} sao cho {\displaystyle S} có điểm giới hạn thì f = g trên D.